# Vrnik
Vrnik je hrvatski jadranski otočić u Korčulanskom otočju. Nalazi se ispred Lumbarde, a od obale Korčule je udaljen samo 100 metara.
Jedini je naseljeni otok u otočju, s istoimenim naseljem. Na Vrniku se nalazi jedan od najstarijih korčulanskih kamenoloma, iz starorimskog doba. U samom selu se nalazi crkva iz 1856. godine.
Kraj kamenoloma je i crkva iz 1674. godine.
Površina otoka iznosi 0,282 km². Dužina obalne crte iznosi 2,3 km.

## Vanjske poveznice
- Hrvatska turistička zajednica, Vrnik  Arhivirana inačica izvorne stranice od 11. ožujka 2021. (Wayback Machine)